# Cantó de Saint-Quentin-Sud
El cantó de Saint-Quentin-Sud és un cantó francès del Districte de Saint-Quentin, al departament de l'Aisne, als Alts de França. El cap cantonal és la ciutat de Saint-Quentin.

## Història
El cantó fou creat el 1973, després de la divisió del cantó de Saint-Quentin.

## Administració
El Conseller General del cantó, des del 2008 és Jean-Claude Cappèle.

## Composició
El cantó de Saint-Quentin-Sud agrupa sis municipis i el 2008 tenia 26.730 habitants.
Els municipis són:
- Gauchy: 5.593 habitants.
- Harly: 1.756 habitants.
- Homblières: 1.417 habitants.
- Mesnil-Saint-Laurent: 445 habitants.
- Neuville-Saint-Amand: 858 habitants.
- Saint-Quentin: 17.028 habitants (el tros de la ciutat del cantó)[1]

## Demografia
- 1990 - 27.855
- 1999 - 27.887
- 2008 - 26.730[2]